# Cum grano salis

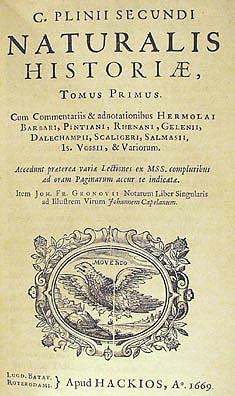
Un passaggio della Naturalis Historiae di Plinio il Vecchio potrebbe essere all'origine di questa espressione

Cum grano salis è una locuzione latina tradotta letteralmente come "con un granello di sale".
L'espressione potrebbe derivare dalla Naturalis historia di Plinio il Vecchio, nella quale era usata per indicare un antidoto che agiva soltanto se preso, appunto, con un granello di sale:
(Plinio il Vecchio, Naturalis historia, libro XXIII, verso 149)
Nel latino classico, inoltre, è attestata l'espressione salis granu, anch'essa di uso medico.
Successivamente ha assunto il più ampio significato allegorico di "con un pizzico di buon senso", "usando la testa" e al giorno d'oggi l'espressione è utilizzata con riferimento ad affermazioni ed eventi da accogliere con grande cautela e attenzione.